# Convention baptiste de l'Ouest de Cuba
La Convention baptiste de l’Ouest de Cuba (espagnol : Convención Bautista de Cuba Occidental) est une association chrétienne évangélique d'églises baptistes à Cuba.  Elle est affiliée à l’Alliance baptiste mondiale. Son siège est situé à La Havane. 

## Histoire
La Convention baptiste de l’Ouest de Cuba a ses origines dans une mission américaine du Conseil de mission internationale en 1898. Elle est officiellement fondée en 1905. Selon un recensement de l’association, en 2023 elle disait avoir 561 églises et 28,022 membres.